# Giel Aerts
Michiel (Giel) Aerts (Venlo, 14 februari 1917 – aldaar, 20 december 1993) was een Nederlands zanger, componist en arrangeur.
Medio jaren 30 werd Aerts beroepsmuzikant en een paar jaar later ook orkestleider van De Notenkrakers. Op een gegeven moment werd dit orkest zelfs een van de populairste van Zuid-Nederland, maar in de jaren 50 gingen de leden uit elkaar.
Na de Tweede Wereldoorlog ging Aerts ook carnavalsliedjes componeren. Vastelaovend in Venlo, gezongen door Koos Timp en ook nu nog een van de populairdere liedjes, was het eerste resultaat. Daarna ging hij samenwerken met Frans Boermans en Ad Pollux. Verschillende successen waren het resultaat op de jaarlijkse liedjesavonden van carnavalsvereniging Jocus. Samen met Frans Boermans won Aerts tevens viermaal het Limburgs Vastelaovesleedjes Konkoer: in 1988 met Minse wie weej, in 1989 met De knapperikke, in 1992 met Wat hebbe we 't toch good en in 1994 met Heej of dao.
Als pianoleraar leerde Aerts Ben Verdellen zich muzikaal te ontwikkelen. Daarnaast begeleidde hij als pianist tal van artiesten, waaronder Funs van Grinsven en Wiel Vestjens.